# どうぶつの森 ポケットキャンプ
『どうぶつの森 ポケットキャンプ』（どうぶつのもり ポケットキャンプ、英題: Animal Crossing: Pocket Camp）は、任天堂より日本などで2017年11月21日に配信されたiOS、Android用ゲームアプリで、どうぶつの森シリーズのスピンオフ作品。オーストラリアでは、2017年10月25日に先行配信が行われた。公式の略称は「ポケ森」。
開発は任天堂、DeNA、エヌディーキューブとの共同で行われ、『とびだせ どうぶつの森』のスタッフがディレクターを担当している。ゲーム専用機版の開発チームも監修という立場で参加しており、それらのスタッフが連携して開発が進められている。なお、登場するキャラクターについてはどうぶつの森の登場キャラクター一覧を参照。
2024年11月29日をもってサービスを終了した。なお、同年12月3日から本作のセーブデータを引き継ぎ可能な有料版アプリ「どうぶつの森 ポケットキャンプ コンプリート」を配信開始した

## ゲームシステム
どうぶつの森シリーズ初のスマートフォン用ソフトとなる本作は、プレイヤーがキャンプ場の経営者となり、どうぶつたちが集まるにぎやかなキャンプ場を目指してどうぶつに話しかけたり、様々なオブジェを建設したり、レジャーを楽しんだりするゲームアプリである。
また、シリーズ初の多言語対応となっており、なお、現在において切り替えが可能なゲーム内の対応言語は日本語・英語（北米／欧州）・フランス語（北米／欧州）・スペイン語（北米／欧州）・イタリア語・ドイツ語で全部で9言語の切り替えに対応している。
どうぶつたちは様々なところに来て、時間がたつと去ってしまうが（アプリをダウンロードした端末で設定した時刻と連動しており、3時間ごとに出現するどうぶつが変わる。出現場所はランダムである）、どうぶつたちのなかよしレベルを上げ、かつ特定の家具を持っていると、キャンプ場に招待することが可能である。
プレイヤーはキャンプ場だけでなく、キャンピングカーにも家具を置くことができる。また、「OKモータース」に依頼して、キャンピングカーの外装を変えたり、2階建てにしたり、そこから更にキャンピングカーのカスタマイズをする事が可能である。
一度決めたプレイヤーの名前を変更することはできるが、30日間に1回しか変更できない。また、他のどうぶつの森シリーズとは異なっている点は、容姿や性別は後からの変更は可能であるとのこと。
キャンプ場に設置する家具の完成時間の短縮や魚を大量に捕まえる投網の使用などの際には「リーフチケット」が必要となる。このリーフチケットは、「しずえチャレンジ」というお題をクリアした時のほか、アプリ内課金を利用して購入することもできる。
また、1か月ごとにイベントが開催される。イベントの順番は『ガーデニング→チャレンジ→釣り大会→チャレンジ→ハニワ集め』である。

## フレンド
フレンドになることでフレンドのレベルやハッピーホームアカデミーの情報を見たり、マイフォトに登録している写真にいいねを1個つけることができる。また、ポケ森友の会に入っている場合には複数個スタンプを押せたり、限定スタンプも押す事が出来る。
フレンドは最大100人まで増やせる。

### ギフト
ギフトはフレンドに送れるアイテムであり、中には特産品の葡萄やライチ、レモンのどれか一つだったり、クラフト素材などが入っている。稀にフォーチュンクッキーがランダムに選ばれ、そこでくじを引ける。2020年9月のアップデートで追加された。
ギフトは1日最大5個まで送ることができる。また、1回最大5個までギフトを受け取れる。（2022年6月のアップデートでギフトを複数個まとめて受け取れるようになった。）
ただし、同じフレンドには1日1個までしか送れない。
ギフトは大きく分けて3種類ある。
ノーマルギフト
オレンジ、ブルー、グリーン、レッド、イエロー、パープルなどの色があり、中には特産品やクラフト素材、稀にフォーチュンクッキーなどが入っている。
スペシャルギフト
中に必ずフォーチュンクッキーが入っており、複数回フレンドに送らないと送れないギフトである。
イベントギフト
イベントの時に送れるギフトで、中にアイテムがランダムに1個ずつ選ばれる。例としてはサンリオのコラボの時などにこのギフトがあった。

## フォーチュンクッキー
フォーチュンクッキーはこもれび広場に居るつぶきちからベルやリーフチケットで購入することでき、食べると他では入手できない特別な家具や服などのアイテムを入手できる。
なお、リーフチケットで買うと、スタンプカードにスタンプが押される仕組みとなっており、1個買うごとに1個のスタンプがもらえる。また、5連で買うとスタンプ5個におまけでもう1個押される。

### まめきち・つぶきちクッキー
星1〜3のアイテムが出てくる。ほとんど毎日出てくる。（ただし、レアなクッキーが2つ出てくる日もある。また、どうぶつからのお願いでおまけでついてくることもある。）
見た目はまめきちクッキーはこげ茶、つぶきちクッキーは少しオレンジみのかかった色である。

### ようふくクッキー
ようふくクッキーはその名の通り、食べると洋服や帽子が出てくる。

### スペシャルクッキー
どうぶつの森のどうぶつたちのフォーチュンクッキーであり、よく「◎◎の〜」と記されている。アイテムは★3〜5のアイテムが出る。
★5のアイテムが出ると、特別なエピソードが見れる。（ただし、前まではエピソードに登場するどうぶつもキャンプ場に一定数の仲良し度がなくてはならなかったが、現在は廃止されている。）

## マップ
本作は、島で労働活動をしながらどうぶつ達とプレイヤー同士でアウトドアを楽しむというところを重点に作られているため役場、交番、リセット監視センターと言った施設は存在しない。
- こもれび広場 - 何をしたらいいか教えてくれたり、初心者マニュアルを見せてくれるしずえ、家具が入っているフォーチュンクッキーを買えるフォーチュンクッキーショップ、家具の販売や手持ちアイテムの買い取りをしてくれるまめきちなど、様々なキャラクターがおり様々な事が出来る。
- OKモータース - キャンタローに話しかけると、キャンピングカーのペイントや車内を拡張することが出来る。また、ともだちのもと3つでプレイできるアーケードゲームがある。
- ゴロゴロ鉱山 - 鉱石彫りができベルやクラフト材料、イベント時にはイベント素材が貰える。入るにはフレンドに手伝ってもらうかリーフチケットが必要。
- ハッピーホームアカデミー - 自分の持っていく家具を使い部屋をコーディネートでき、タクミ達が採点してくれる家具のレッスンを受けられる。レッスンを受ける時にレッスンチケットを一枚消費する。
- コテージ - LV15から利用できる施設。自分が集めた家具を置くことができ、最大8人までどうぶつを勧誘できる。2022年6月のアップデートではLV65に達すると3階もできるようになった。また、ここでカメラを使うとキャンプ場では出来ない回転や横移動を使って撮影もできる。
- ジョニーの貨物船 - 出てくる3つの島の中から好きな島を選びそこで必要な分だけ素材を運ばせると、帰りにお土産をもってきてくれる。お土産はギフトやどうぶつの地図、お菓子などがある。
- フータの探検すごろく - リーフチケットやベル、素材を使用してサイコロを振ってフータを進めると、サイコロのマップ上に設置されているアイテムを貰ったり、どうぶつに会うことができる。
- ぺりおの宅配便 - プレイヤーに代わり、キャンプ場やレジャースポットにいるどうぶつたちのお願いを叶えてくれる。ただし、1度も会っていないどうぶつには、宅配できない。
- 出張販売 - ローランやカイゾーたちが時々マップに表れ、過去の限定アイテムを販売してくれる。販売しているアイテムは出張するごとに入れ替わり、あるときに買い逃しても、次回で買えることもある。販売されるアイテムのラインナップは今後追加される予定。中には割引で買えるものもあるが、それは後述の「ポケ森友の会　家具・服大好きコース」限定のため、このサービスに入ってない人は定価での購入となる。ただし、キャンピングカーのカスタマイズは割引の対象外である。

ローランの出張販売
ローランは壁紙や床を販売してくれる。
カイゾーの出張販売
カイゾーはスペシャル家具を販売してくれる。
ケイト（ことの）の出張販売
ケイトは服を販売してくれる。
キャンタローの出張販売
キャンタローはキャンピングカーのカスタマイズを販売してくれる。
ハニワくんの出張販売
ハニワくんはミニハニワや過去のハニワコレクションを販売してくれる。

## ポケ森友の会
ポケ森友の会は『ポケ森』リリース2周年を記念して作られた課金制の会員サービスである。友の会に入ると会員新聞「ポケ森友の会便り」が読める。
友の会には次のようなサービスがある。

### お手伝いコース
このサービスは自分の代わりにどうぶつたちにお手伝いをしてもらえる。お手伝いにはキャンパーのどうぶつのお手伝い、魚や虫、アイテム、イベント時のアイテムを採ってもらえる。ただし、キャンプ場に来たことのある動物に限る。1か月につき360円。特典は以下の通り。
1. リーフチケットを毎月60枚もらえる。
2. どうぶつが自分の後ろを付いてきてくれ一緒に歩ける。
3. 自分の代わりに他のどうぶつのおねがいをクリアしてくれる。
4. どうぶつが自分の代わりにアイテムを採ってくれる。
5. アルバム機能が使えるようになる。*
6. フレンドのマイフォトに限定デザインのスタンプを押せる。*
7. クラフト時間が遊ぶ期間が長くなるほど、短くなる。*
8. 友の会便りが読める。*

*が付いている特典は他のコースと共通のもの。

### 家具・服　大好きコース
このサービスは倉庫に家具を入れたり、キャンプ場やコテージのレイアウトを保存できる。もともとは『クッキー＆倉庫コース』という名前だったが、家具の所持上限を増やしてほしいとの要望が多かった。そのため2022年6月に行われたアップデートでこのコースに入っていない人でも倉庫の機能が使えるようになり、かわりに『きせかえパーツ引換券』が新しく追加された。このアイテムはこのコースに加入している人のみもらえるものであり、シーズンイベントでもらえる。
1か月につき980円。特典は以下の通り。
1. 毎月好きなフォーチュンクッキー5つを自由に選べる。
2. 倉庫に家具と服を保管できる。
3. キャンプ場やコテージのレイアウトを保存できる。
4. マイコーデを20コ保存できる。
5. アルバム機能が使えるようになる。*
6. フレンドのマイフォトに限定デザインのスタンプを押せる。*
7. クラフト時間が遊ぶ期間が長くなるほど、短くなる。*
8. 友の会便りが読める。*
9. 出張販売で普通より安く買えるものが増える。

*が付いている特典は他のコースと共通のもの。

### ダイアリーコース
このサービスはポケ森リリース4周年を記念して作られた新しいコース。アップデートからついてくるダイアリーのスタンプを最大まで買えたり、通常は1個しか押せないスタンプも押せるようになる。1月につき120円。特典は以下の通り。
1. リーフチケットを毎月20枚もらえる。
2. ダイアリーのデザインを買えるようになる。
3. スタンプを買えるようになる。
4. ダイアリーに歩数シールが貼られるようになる。
5. シーズンイベントの追加報酬がもらえるようになる。
6. フレンドのマイフォトに限定デザインのスタンプを押せる。*
7. クラフト時間が遊ぶ期間が長くなるほど、短くなる。*
8. 友の会便りが読める。*

*が付いている特典は他のコースと共通のもの。

## どうぶつの森 ポケットキャンプ コンプリート
変更点・追加点を記述する。

### マップ
- くちぶえ峠 - マイキャンパーカードに登録したプレイヤーが訪れる。招待したプレイヤーからおみやげを貰ったり、ゴロゴロ鉱山のお手伝いをお願いできる。

### システム
- リーフストーン - リーフチケットに相当するアイテム。家具購入やクラフト時間短縮に使用する。
- マイキャンパーカード - ここにあるQRコードを読み取ることでフレンド登録が可能。デザインは自由に作成可。
- コンプリートカタログ - 過去のイベントで追加されるアイテムを入手することができる。入手にはコンプリートチケットが必要。
- ポケ森友の会で提供していた月額有料コンテンツの一部を無償対応。
- マイデザイン取り込み - あつまれ どうぶつの森で作成されたマイデザインをID検索する形で取り込むことができる[15]。

## 反響
2017年10月25日にオーストラリアにて先行配信され、現地の無料アプリランキングで1位を獲得した。

### 評価
IGNの渡邉卓也は本作について、「リーフチケットを積極的に使わせるように設計された結果、シリーズの魅力であるスローライフが労働に変わった。労働の喜びを味わうことができるのでこれはこれで面白いが、過去作とはまったく方向性が異なる」と述べている。